# Rajon Baranawitschy

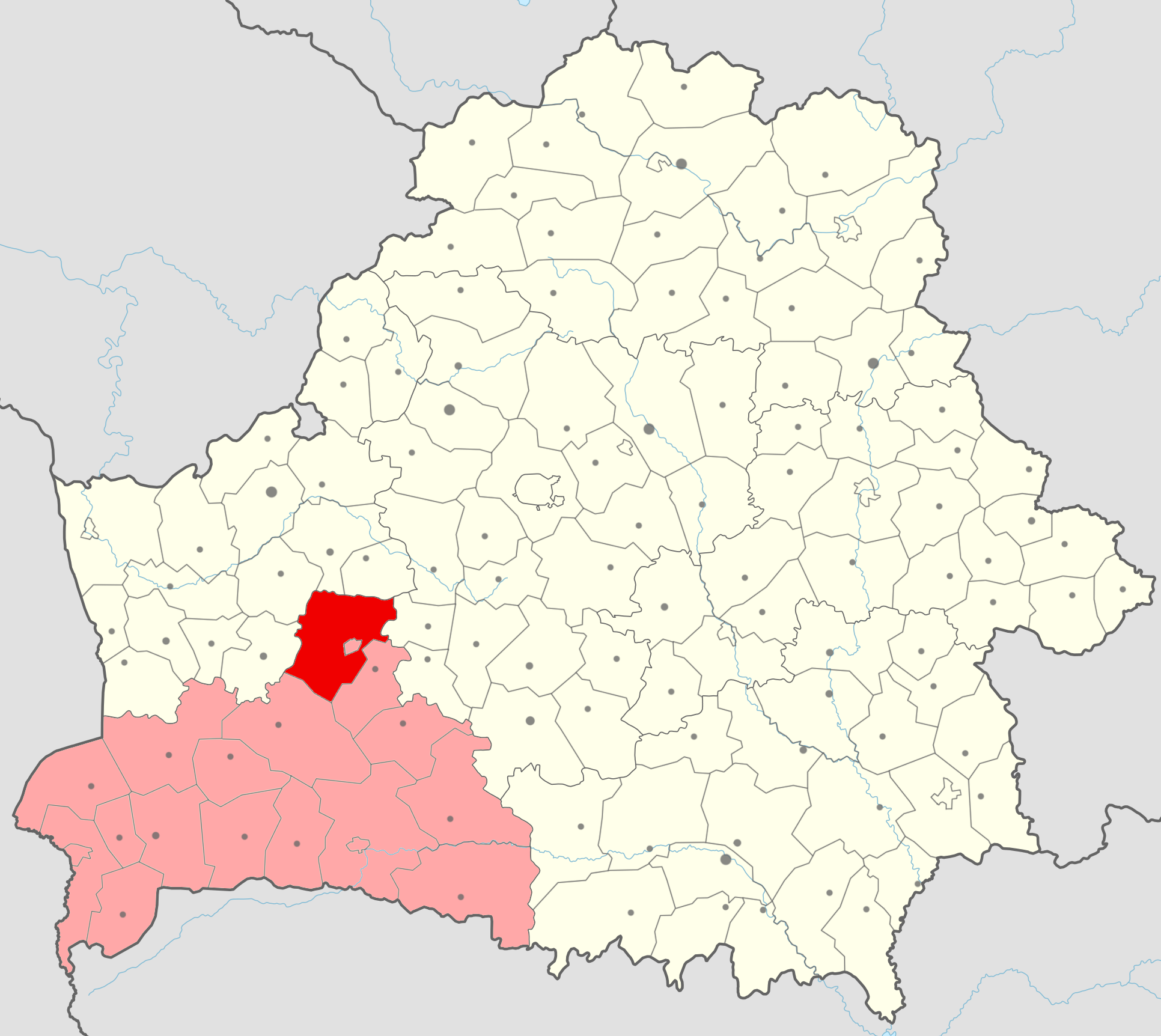
Rajon Baranawitschy innerhalb der Breszkaja Woblasz

Der Rajon Baranawitschy (belarussisch Баранавіцкі раён Baranawizki rajon; russisch Барановичский район Baranowitschski rajon) ist eine Verwaltungseinheit im nördlichen Teil der Breszkaja Woblasz in Belarus. Die Fläche des Rajons beträgt 2171,88 km² oder 6,7 % des Gesamtfläche der Woblasz. Die Verwaltungseinheit umfasst 243 Ortschaften und ist in einen Pasjalkowy Sawet und 21 Selsawets gegliedert. Administratives Zentrum des Rajon ist die Großstadt Baranawitschy, die jedoch selbst kein Bestandteil des Rajon ist.

## Geographie
Der Rajon Baranawitschy ist der nördlichste Rajon in der Breszkaja Woblasz. Die Nachbarrajone in der Breszkaja Woblasz sind im Südosten Ljachawitschy und im Südwesten Iwazewitschy. Im Norden und Westen grenzt der Rajon an die Hrodsenskaja Woblasz, im Nordosten an die Minskaja Woblasz.
Die größten Flüsse sind Schtschara, Myschanka und Issa.